# Sempung Polling
Sempung Polling is een bestuurslaag in het regentschap Dairi van de provincie Noord-Sumatra, Indonesië. Sempung Polling telt 2142 inwoners (volkstelling 2010).